# Diketogulonsäure
L-Diketogulonsäure, kurz auch DKG, ist ein Reaktionsprodukt der Dehydroascorbinsäure.

## Modifikationen
Ähnlich wie Monosaccharide und Ascorbinsäure kann die Diketogulonsäure je nach Bedingungen als offenkettige oder als cyclische Acetal-Form vorliegen. Das offenkettige Tautomer kann weiterhin durch Wasseranlagerung an die beiden Keto-Gruppen geminale Diole bilden. Nachgewiesen sind hier sowohl das Mono-, als auch das Dihydrat.

## Reaktion und Bedeutung
In wässrigen Lösungen wird L-Diketogulonsäure durch Verseifung (Hydrolyse) aus Dehydroascorbinsäure (DHA) gebildet. Diketogulonsäure-Molekül neigt dazu, in wässrigen Lösungen mit im neutralen pH-Bereich in eine Vielzahl von Produkten weiter abgebaut zu werden. So konnte man Erythroascorbinsäure, L-Lyxon- und L-Xylonsäure, L-Threoson (3,4-Dihydroxy-2-oxobutanal), L-Threonsäure, Oxalsäure und CO2 bei Decarboxylierungen nachweisen. Neben dem oxidativen Abbauweg gibt es auch einen nicht-oxidativen Abbau von DKG, was zu Oxalsäure und L-Erythrulose führt.

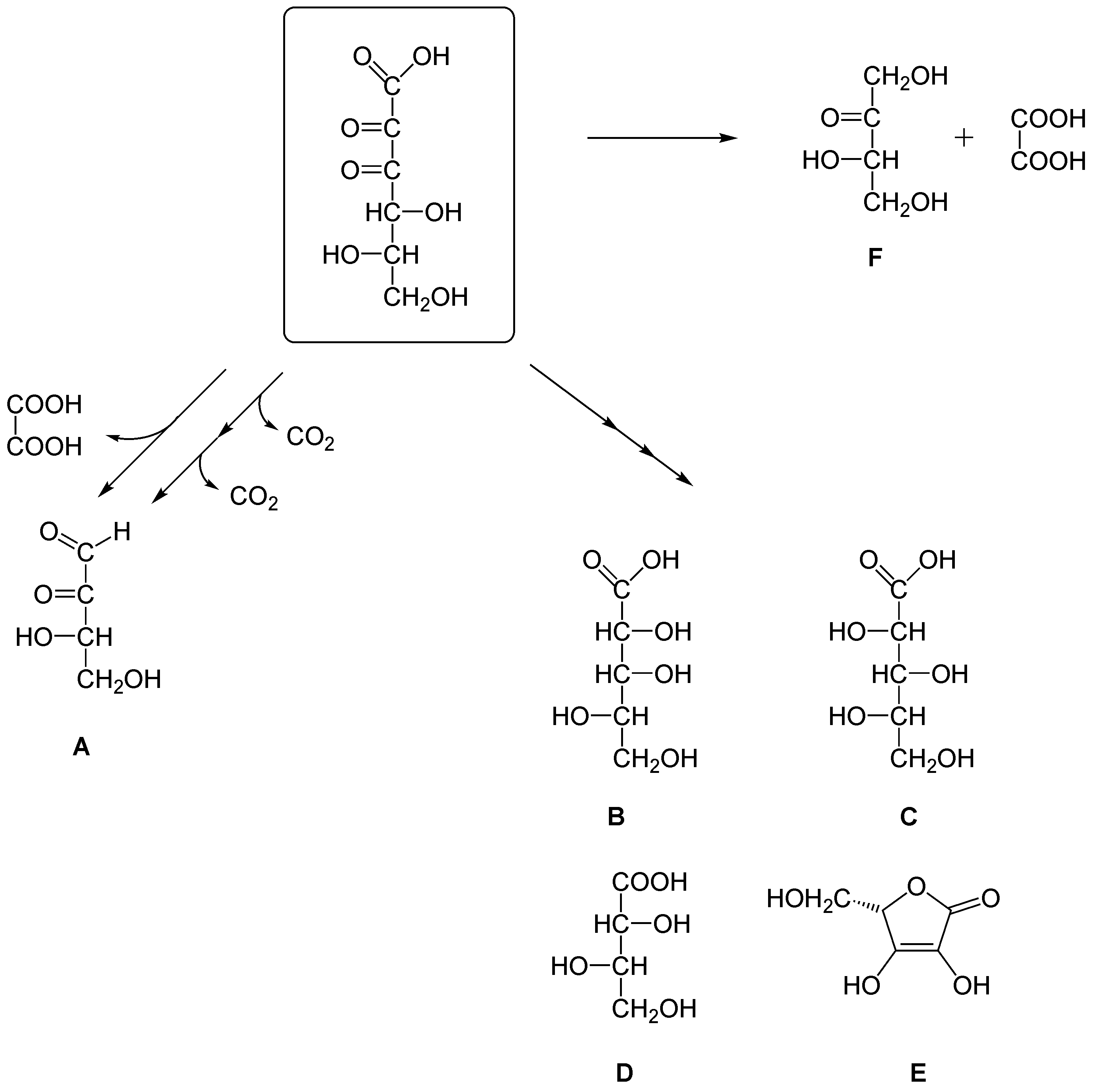
Der Abbauweg von Diketogulonsäure (via 2,3-Diketogulono-γ-lacton) ist kompliziert. Man unterscheidet zwischen oxidativen Abbauprodukten (A–E) und nicht-oxidativen Abbauprodukten (F). Bislang wurden nachgewiesen: L-Threoson (A), L-Lyxonsäure (B), L-Xylonsäure (C), L-Threonsäure (D), Eyrthroascorbinsäure (E), L-Erythrulose (F), Oxalsäure und CO_{2} (nach).

2001 konnte nachgewiesen werden, dass die Diketogulonsäure und zwei ihrer Abbauprodukte (3,4-Diketogulono-γ-lacton und 2,3-Diketogulono-γ-lacton) Proteine aus Eigelb gegen die Oxidation durch Kupferionen schützen. Die Forscher führten dies auf die Anwesenheit der Endiol-Gruppe in beiden γ-Lactonen zurück, die damit strukturell und funktionell der Ascorbinsäure ähneln. Das 3,4-Diketogulono-γ-lacton erwies sich dabei als erheblich wirksamer.
Da Dehydroascorbinsäure oft bei der quantitativen Bestimmung von Vitamin C (Ascorbinsäure) als Reaktionsprodukt gemessen wird, kann die beschriebene Zerfallsreaktion die Messung verfälschen.